# Sentimentalni časi
Sentimentalni časi časi je družbeni roman, ki ga je napisal slovenski pisatelj Marjan Rožanc. Roman je leta 1985 izdala Cankarjeva založba v Ljubljani. Avtor v predgovoru o romanu pravi, da je to knjižica: »s katero nadaljujem življenjepis, ki sem ga začel pred slabimi tridesetimi leti s Pravljico in nadaljeval z Ljubeznijo, Hudodelci, Metuljem …« Govori o preteklem življenju v Sloveniji, ki je bila takrat še del bivše SFRJ. Glavni junak romana je pisatelj Tomaž Pesek, ki poskuša uresničiti svojo svobodo zase in za druge.

## Vsebina
Zgodba opisuje obdobje v življenju pisatelja Tomaža Peska. Skozi njegove oči spoznamo takratno družbeno ozračje, dogajanje v krogu literatov in njegovo osebno zgodbo, razmišljanje in odnos z njegovo nosečo partnerko Tino. Tomažev prijatelj Peter želi ustanoviti novo svobodomiselno literarno revijo, ki bi bralcem nudila tudi drugo mnenje o takratni družbi. A da bi do tega prišlo, bi moralo priti do sestanka z visokimi funkcionarji v politiki. Zato Peter prosi Tomaža, naj se obrne na svojega prijatelja Rolanda, ki je zaposlen pri policiji in ima zveze z vrhom politike. Stvar se zaplete, saj Roland od Tomaža zahteva protiuslugo, vohunjenje, to pa se Tomažu upre, zato do dogovora ne pride. Čez nekaj dni dobi Tomaž po pošti obtožnico, ki ga zaradi objave dveh spornih člankov v italijanskem književnem mesečniku bremeni kaznivega dejanja sovražne propagande in širjenja lažnih vesti. Prepričan je, da je to sad maščevanja njegovega prijatelja Rolanda, zato se z njim grobo in ostro spre. Doma se odloči, da bo poklical založnika Guida Frascatija, v čigar reviji je objavil dva sporna članka. Guido mu zatrdi, da se bo zavzel zanj ter angažiral italijanske kulturne delavce, ki bodo podpisali peticijo in jo uradno vložili na jugoslovansko veleposlaništvo. Zaradi teh dogodkov zadeva v zvezi s Tomaževo obtožnico postane javna in mednarodna. Tomaž začne razmišljati o posledicah, o zaporu, pogovarja se s svojo partnerko Tino. Odnosi med njima niso rožnati. Vse to v Tomažu poveča stisko. Tudi nekateri slovenski intelektualci zahtevajo, da se ogradi od mnenja zunanjih kulturnikov, saj menijo, da bo to ogrozilo vsakršno možnost za ustanovitev njihove nove revije. Zglasiti se mora tudi pri preiskovalnem sodniku. Med tem pa dobi pismo od Rolanda, ki ga prosi, da bi zgladila spor in ponovno postala prijatelja. V zadnjem delu zgodbe Tomaž dobi pisno odredbo, da se mora pridružiti rezervistom v kasarni pod Pohorjem. Tina mora zaradi zapletov oditi v porodnišnico, njegov prijatelj Roland pa obupano prosi Tomaža, ki se seveda nahaja v kasarni, za ključe njegove hiše, saj naj bi agentje v njo namestili prisluškovalne naprave. Roland jih hoče pri tem zalotiti in to samo zato, da bi sebe reši iz svojih političnih spon. Tomaž ponoči dobi zlo slutnjo in na skrivaj pobegne iz kasarne ter se odpelje domov. Tam vidi, da so vrata odprta, mimo prideta dva policista v civilu in rečeta, da sta truplo že pospravila. V hiši pa zagleda v lisice vklenjenega Rolanda in prazen revolver ter mlako krvi. Policista odpeljeta Rolanda in Tomaža proti zaporu. Tomaž ju medtem prosi, da bi ga ustavili še v porodnišnici, da pogleda, kako je s Tino. V porodnišnici pa mu povedo, da je zaradi notranjih krvavitev in zaradi zapletov umrl njegov še nerojeni otrok. Zgodba se torej konča tragično. Bralec pri branju tega romana dobi vpogled v družbeno klimo tedanjega časa, hkrati pa spozna s kakšnimi težavami se je pri tem soočal lik pisatelja, kakšno je bilo njegovo razmišljanje in občutki.

## Izdaje in prevodi
Knjigo je leta 1986 v srbski jezik prevedla Branka Dimitrijević. Nosi naslov Sentimentalna vremena : roman in je bila izdana pri založbi Minerva v Subotici.